# Sant Martí d'Arànser
Sant Martí d'Arànser o Sant Martí d'Aransa és una església protegida com a bé cultural d'interès local del municipi de Lles de Cerdanya (Cerdanya).

## Descripció
Edifici de planta rectangular i una sola nau. El campanar és de planta quadrada i està format per tres cossos: al del mig s'hi obren tres finestres d'arc de mig punt i al superior les obertures són rodones i emmarcades amb dovelles. La teulada piramidal, es troba molt malmesa.

## Història
És citada a l'Acta de Consagració de la Catedral d'Urgell (839) amb el nom de "Sant d'Arânser". En procedeix una talla policromada romànica de la Verge amb el nen que actualment es troba al Museu d'Art de Girona.